# Сент-Гелен (Мічиган)
Сент-Гелен (англ. St. Helen) — переписна місцевість (CDP) в США, в окрузі Роскоммон штату Мічиган. Населення — 2735 осіб (2020).

## Географія
Сент-Гелен розташований за координатами 44°21′29″ пн. ш. 84°24′57″ зх. д. / 44.35806° пн. ш. 84.41583° зх. д. (44.358150, -84.415774).  За даними Бюро перепису населення США в 2010 році переписна місцевість мала площу 15,34 км², з яких 13,03 км² — суходіл та 2,31 км² — водойми.

## Демографія
Згідно з переписом 2010 року, у переписній місцевості мешкало 2668 осіб у 1283 домогосподарствах у складі 742 родин. Густота населення становила 174 особи/км².  Було 2589 помешкань (169/км²).
Расовий склад населення:
| - 96,7 % — білих - 0,8 % — корінних американців - 0,1 % — чорних або афроамериканців - 0,1 % — азіатів |

До двох чи більше рас належало 2,1 %. Частка іспаномовних становила 1,1 % від усіх жителів.
За віковим діапазоном населення розподілялося таким чином: 15,9 % — особи молодші 18 років, 57,7 % — особи у віці 18—64 років, 26,4 % — особи у віці 65 років та старші. Медіана віку мешканця становила 51,3 року. На 100 осіб жіночої статі у переписній місцевості припадало 103,5 чоловіків;  на 100 жінок у віці від 18 років та старших — 100,4 чоловіків також старших 18 років.
Середній дохід на одне домашнє господарство  становив 32 080 доларів США (медіана — 26 841), а середній дохід на одну сім'ю — 37 381 долар (медіана — 37 177). За межею бідності перебувало 28,5 % осіб, у тому числі 39,5 % дітей у віці до 18 років та 6,7 % осіб у віці 65 років та старших.
Цивільне працевлаштоване населення становило 705 осіб. Основні галузі зайнятості: освіта, охорона здоров'я та соціальна допомога — 28,1 %, роздрібна торгівля — 21,6 %, виробництво — 14,3 %, будівництво — 10,9 %.